# Mostgewicht
Das Mostgewicht beschreibt die Dichte von Traubenmost, also die Masse des Mostes im Verhältnis zu seinem Volumen. Es stellt einen Indikator für den zu erwartenden Alkoholgehalt von Wein nach vollständiger Vergärung des Zuckers dar. Daher wird das Mostgewicht umgangssprachlich auch oft als Gradation oder alkoholische Potenz bezeichnet.
Das Mostgewicht ist ein Maß für den Anteil aller gelösten Stoffe im Traubenmost, die zusammen auch als Extrakt bezeichnet werden. Es besteht hauptsächlich aus Zucker (Traubenzucker und Fruchtzucker), Säuren und Glycerin sowie in kleinen Mengen aus Phenolen, Pektinen, Proteinen und Mineralien. Aufgrund des hohen Zuckeranteils ist die Dichte von Most immer höher als die des Wassers, also größer als ein Kilogramm je Liter.

## Messprinzipien

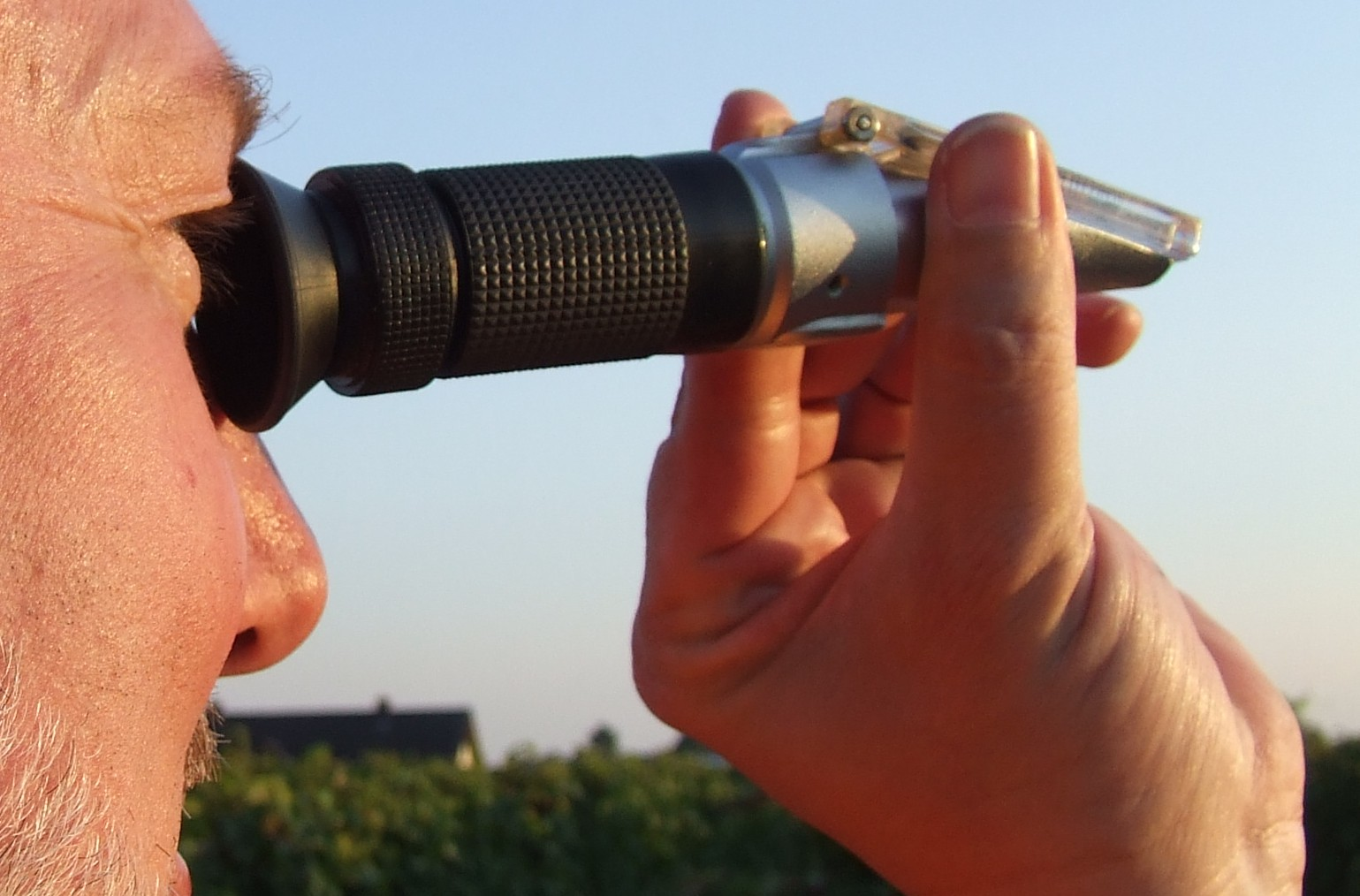
Messung des Mostgewichts mit dem Refraktometer

Das Mostgewicht kann mit verschiedenen physikalischen Verfahren ermittelt werden:
- der Auftrieb einer Senkspindel (Aräometer) bzw. eine hydrostatische Waage (Senkwaage)
- das Abwägen der Masse bezogen auf das Volumen mit dem Pyknometer
- Messung der Lichtbrechung mittels eines Refraktometers
- Messung der optischen Drehung des Zuckers mit einem Saccharimeter.

## Maßeinheiten
Neben den verschiedenen Messverfahren werden in unterschiedlichen Ländern auch noch verschiedene Messskalen und damit verschiedene Einheiten zur Bestimmung des Mostgewichts verwendet:
- in Deutschland, Luxemburg und der Schweiz wird in Grad Oechsle gemessen.
- in Italien, Österreich, Ungarn, der Slowakei und den Staaten des ehemaligen Jugoslawien wird in Grad KMW (Klosterneuburger Mostwaage) bzw. Grad Babo gemessen.
- in Frankreich[1] und Spanien werden Grad Baumé verwendet.
- in den englischsprachigen Ländern werden hauptsächlich Grad Brix bzw. die fast identische Einheit Balling eingesetzt.
- in Tschechien und auch in Teilen der Slowakei wird in Grad Normalizovaný moštoměr gemessen.

Diese Einheiten können nur über recht komplizierte Formeln ineinander umgerechnet werden, da ihre Verhältnisse zueinander nicht linear sind. Aus diesem Grund werden meist Tabellen herangezogen, aus denen die Werte hinreichend genau abgelesen werden können.
Als Daumenregel kann man sagen, dass 10 Gramm Zucker pro 1000 Gramm Most (d. h. 1 Massenprozent Zucker) durch Gärung 0,66 Vol.-% Alkohol ergeben.

## Bedeutung
Das Mostgewicht ist ein wichtiger Faktor zur Festlegung des Lesezeitpunkts. In Deutschland, Österreich und der Schweiz bildet das Mostgewicht über das Weingesetz die Grundlage zur Einteilung der Weine in Qualitätsklassen: für jede Klasse wird ein Mindestmostgewicht vorausgesetzt, das es zu überschreiten gilt.
Speziell in warmen Weinbauregionen ist das Mostgewicht allein jedoch nur wenig aussagekräftig. So wären – allein auf das Mostgewicht bezogen – einfache französische Landweine in Deutschland schon Auslesen und italienischer Amarone della Valpolicella aus Valpolicella bereits eine Beerenauslese. Daher werden in warmen Weinbauregionen auch noch die Säure, der pH-Wert und die physiologische Reife zur Einteilung in Qualitätsklassen herangezogen.